# Multunkuc
Multunkuc es una hacienda ubicada en la localidad de Mérida, municipio de Mérida, en Yucatán, México. Se encuentra al oriente de la ciudad de Mérida, capital del estado de Yucatán.

## Toponimia
El nombre (Multunkuc) proviene del idioma maya.

## Datos históricos
- En 1897 es propiedad de José Demetrio Molina a José Rendón Peniche.
- En 1902 pasa a posesión de Luis Demetrio y José Policarpo Molina.
- En 1925 pasa a posesión de Policarpo Molina.
- En 1936 es propiedad de Altamira Hernández.
- En 1944 es propiedad de Luis Segura y Garma y Álvaro Medina Carrillo.
- En 1945 es propiedad de Cabalán Macari Tayum.
- En 1960 es propiedad de Juan Macari Canán.
- En 1973 es propiedad de Dolores Alonzo Palacio.

## Demografía
Según el censo de 1900, la población de la localidad era de 34 habitantes, de los cuales 21 eran hombres y 13 eran mujeres.
| 34                          |
| (Fuente: INEGI [Consultar]) |

## Galería

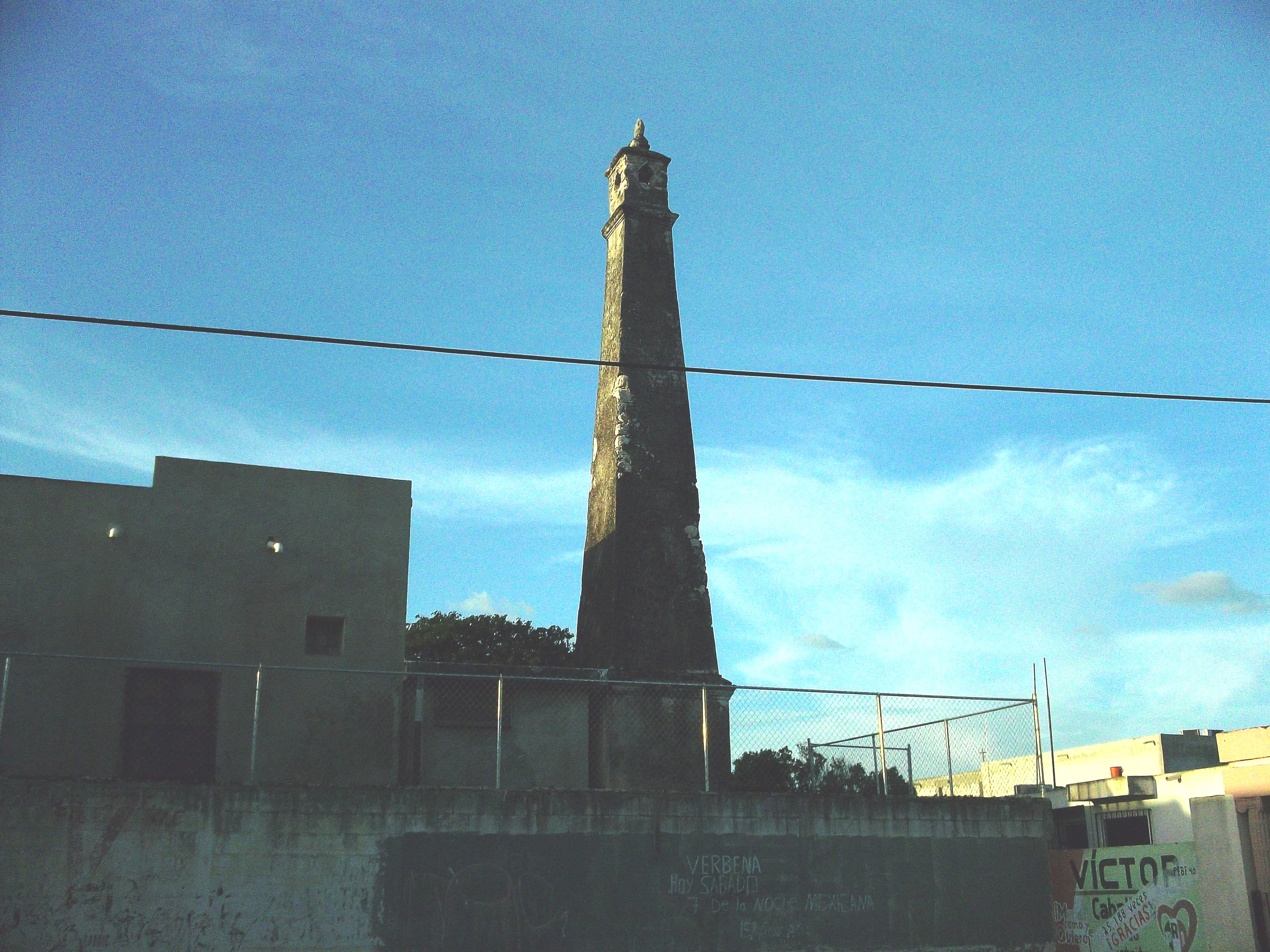
Chimenea.
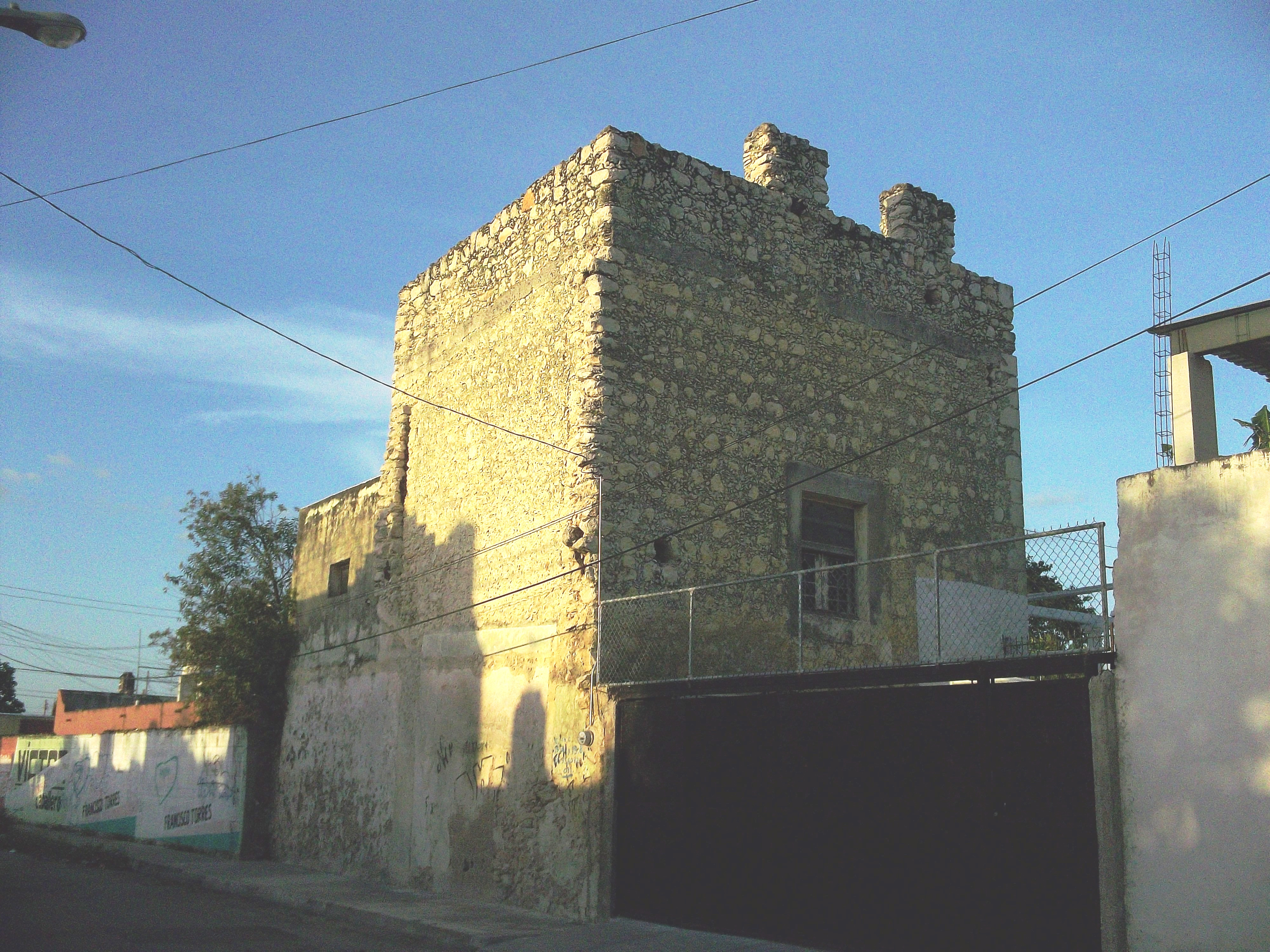
Casa.
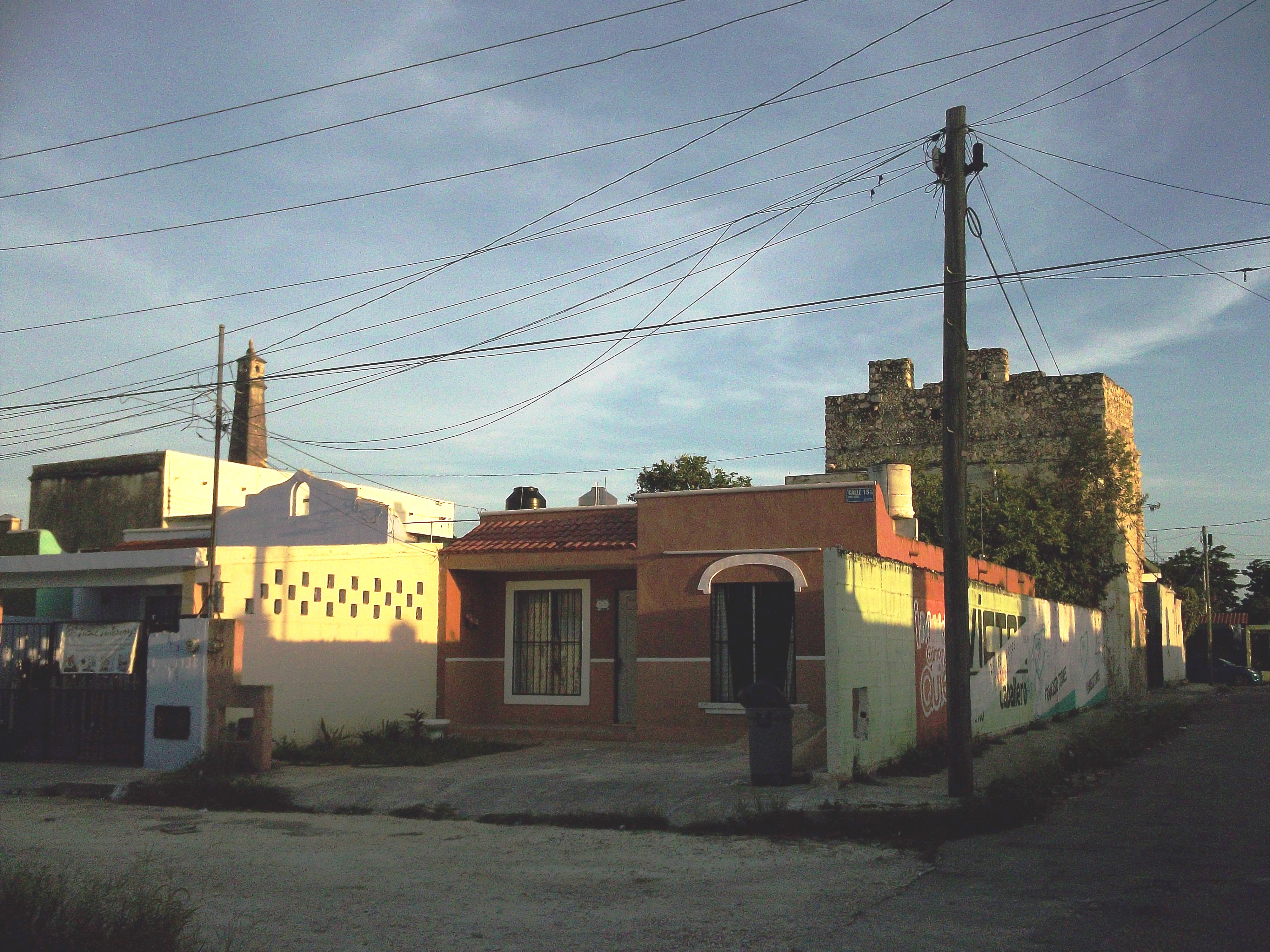
Casa principal.
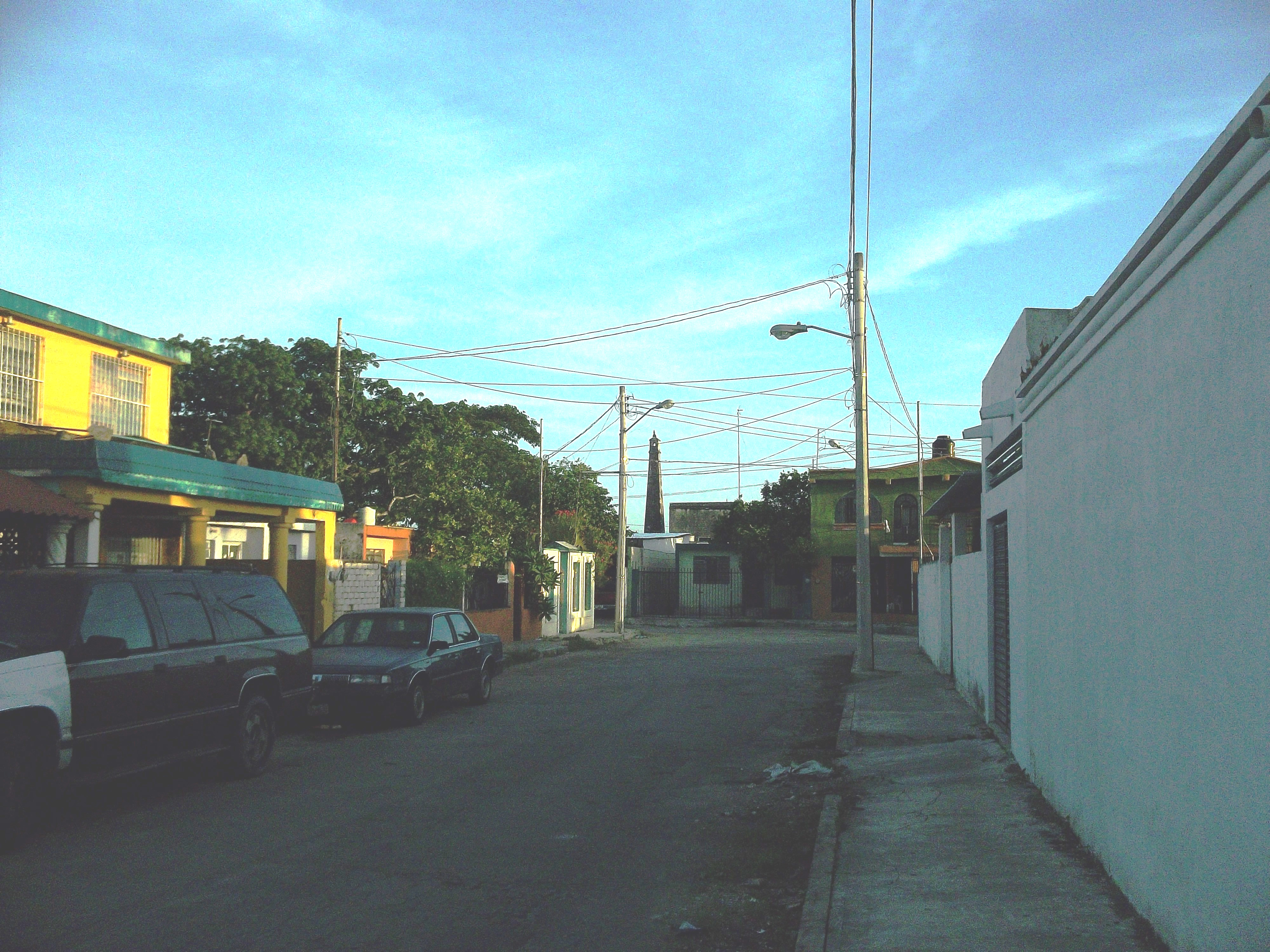
Vista de la hacienda.